# Volker Schurig (Psychologe)
Volker Schurig (* 4. Januar 1942 in Leipzig; † 19. Januar 2014 in Lalibela, Äthiopien) war ein deutscher Biologe, Psychologe und pensionierter Professor für Hochschuldidaktik an der Universität Hamburg. Schurig war ein Vertreter der Kritischen Psychologie.

## Leben
Schurig besuchte von 1956 bis 1960 die erweiterte Oberschule in Freiberg (Sachsen). Danach studierte er Biologie (speziell Allgemeine Zoologie und Tierphysiologie) an der Friedrich-Schiller-Universität Jena. In seiner Diplomarbeit beim Zoologen Manfred Gersch (1909–1981) behandelte er das Ganzheitsproblem in der tierischen Keimesentwicklung. Schurig wechselte 1966 an das Institut für philosophische Probleme der Naturwissenschaften an der Humboldt-Universität in Berlin. Hier wurde er bei Hermann Ley 1969 mit einer Arbeit über die Anwendung biokybernetischer Verfahren in der Verhaltensforschung promoviert. Während seiner Dissertation arbeitete er eng mit dem Verhaltensforscher Günter Tembrock zusammen. Bis 1971 war Schurig als wissenschaftlicher Mitarbeiter des Instituts für Hochseefischerei und Fischverarbeitung im Fischkombinat Rostock tätig.
Infolge der Jahre nach dem Prager Frühling verließ Schurig 1971 die DDR. Bis 1976 war er in West-Berlin als Assistenzprofessor am Psychologischen Institut der Freien Universität tätig. Dort habilitierte er sich 1975 mit Untersuchungen zur Entstehung des Bewusstseins in der Evolution des Menschen. Schurig erhielt 1977 eine Professur für Wissenschaftstheorie am Interdisziplinären Zentrum für Hochschuldidaktik (IZHD) der Universität Hamburg und arbeitete dort bis zu seiner Pensionierung im Jahr 2007.
Schurigs Naturgeschichte des Psychischen und Entstehung des Bewußtseins gelten als wichtige Vorläufer von Klaus Holzkamps Hauptwerk Grundlegung der Psychologie.

## Schriften (Auswahl)
- Naturgeschichte des Psychischen. Campus, Frankfurt am Main / New York 1975, ISBN 3-593-32518-2.
- Die Entstehung des Bewusstseins. Campus, Frankfurt am Main / New York 1976, ISBN 3-593-32522-5.
- Gegenstand und Geschichte der Soziobiologie. In: Das Argument. 115, Hamburg 1979, S. 410–415 (online)
- Psychophylogenese und Umweltpsychologie als naturwissenschaftlicher Themenbereich der Kritischen Psychologie. In: Ute Osterkamp (Hrsg.): Erfahrung – Interesse – Utopie, Subjektivität: natürliche Grundlagen – gesellschaftliche Strukturen – soziale Beziehungen, kritische Psychologie in Entwicklung und Vernetzung. (Forum Kritische Psychologie. 50) Argument-Verlag, Hamburg 2006, ISBN 3-88619-788-3, S. 133–151.
- Hundert Jahre Wissenschaftsbegriff Ethologie: eine kritische Bilanz. In: Biologie in unserer Zeit. 41. Jahrgang, Nr. 2, 2011, S. 92–94.
- Problemgeschichte des Wissenschaftsbegriffs Ethologie. Basilisken-Presse, Rangsdorf 2014, ISBN 978-3-941365-45-2.